# سطحان (خولان)

تعديل مصدري - تعديل

سطحان هي إحدى قرى عزلة بني شداد بمديرية خولان التابعة لمحافظة صنعاء، بلغ تعداد سكانها 548 نسمة حسب تعداد اليمن لعام 2004.